# رودخانه ساوت فورک فلت هد
رودخانه ساوت فورک فلت هد یک رودخانه بزرگ در شمال غربی مونتانا در شمال غربی ایالات متحده است. این رود یکی از سه شاخه اصلی رودخانه فلت هد است. رودخانه حدود ۹۸ مایل (۱۵۸ کیلومتر) طول دارد و آن را به دومین شاخه طولانی رودخانه فلت هد تبدیل می‌کند.